# La Zavorra
La Zavorra è stato un gruppo comico attivo nel teatro cabaret e in televisione nei primi anni ottanta. Si sciolse nel 1984. I suoi componenti hanno intrapreso in seguito carriere per proprio conto.
Il gruppo era composto essenzialmente da diplomati del Laboratorio di Esercitazioni Sceniche diretto da Gigi Proietti presso il Teatro Brancaccio di Roma, dove prese avvio il progetto del gruppo comico: Rodolfo Laganà, Paola Tiziana Cruciani, Patrizia Loreti, Shereen (Shirine) Sabet, Sandra Collodel, Giorgio Tirabassi, Massimo Wertmüller e Silvio Vannucci.
Fra le loro partecipazioni a trasmissioni televisive si registrano quelle ad Help! su Canale 5 e ad Al Paradise su Rai 1.